# Райнхардт, Альфред Герман
Альфред Герман Райнхардт (нем. Alfred-Hermann Reinhardt; 15 ноября 1897 — 15 января 1973) — немецкий офицер, участник Первой и Второй мировых войн, генерал-лейтенант, кавалер Рыцарского креста с Дубовыми листьями и Мечами.

## Первая мировая война
7 января 1916 года поступил добровольцем в армию, в пехотный полк. За время войны награждён Железными крестами обеих степеней.

## Между мировыми войнами
В октябре 1920 года уволен с военной службы (по сокращению рейхсвера до 100 тысяч), с присвоением звания лейтенант. Поступил на службу в полицию.
С ноября 1935 года — вновь на военной службе, в звании капитан. К началу Второй мировой войны — командир пехотного батальона, майор.

## Вторая мировая война
С марта 1940 года — подполковник. Участвовал во Французской кампании.
С 22 июня 1941 года участвовал в германо-советской войне. Бои на Украине. С июля 1941 года — командир полка 125-й пехотной дивизии. С ноября 1941 — полковник. 4 декабря 1941 года за бои в районе Харькова награждён Рыцарским крестом. В сентябре 1942 года за бои в районе Новороссийска награждён Золотым немецким крестом. В сентябре 1943 года за бои на Таманском полуострове награждён Дубовыми листьями к Рыцарскому кресту. В ноябре 1943 — январе 1944 — командир 73-й пехотной дивизии, бои в районе Мелитополя. Командир 370-й пехотной дивизии, бои в районе Николаева.
С февраля 1944 года — командир 98-й пехотной дивизии в обороне на Керченском полуострове, с апреля 1944 года бои в районе Севастополя. Генерал-майор. В мае 1944 остатки дивизии в ходе "операции 60000" эвакуируются в Румынию, затем переводятся в Хорватию  для отдыха и пополнения. С августа 1944 года — 98-я пехотная дивизия в Италии участвовала в бои в районе Римини. С сентября 1944 — генерал-лейтенант. В декабре 1944 года награждён Мечами (№ 118) к Рыцарскому кресту с Дубовыми листьями. В конце войны взят в британский плен.

## Награды
- Железный крест 2-го класса (31 августа 1917) (Королевство Пруссия)
- Железный крест 1-го класса (31 июля 1919)
- Нагрудный знак «За ранение» (1918) чёрный
- Почётный крест Первой мировой войны 1914/1918 с мечами
- Пряжка к Железному кресту 2-го класса (25 июня 1940)
- Пряжка к Железному кресту 1-го класса (27 июля 1940)
- Медаль «За зимнюю кампанию на Востоке 1941/42»
- Немецкий крест в золоте (4 сентября 1942)
- Орден Михая Храброго 3-го класса (7 августа 1943) (Королевство Румыния)
- Рыцарский крест Железного креста с дубовыми листьями и мечами
  - рыцарский крест (4 декабря 1941)
  - дубовые листья (№ 306) (28 сентября 1943)
  - мечи (№ 118) (24 декабря 1944)
- Нагрудный штурмовой пехотный знак в серебре
- Упоминание в Вермахтберихт (10 сентября 1944)